# Naturschutzgebiet Bewaldete Siepentäler östlich Forsthaus Linschede
Das Naturschutzgebiet Bewaldete Siepentäler östlich Forsthaus Linschede mit 16 ha Flächengröße liegt zwischen Allendorf und Altenaffeln im Stadtgebiet von Sundern und im Hochsauerlandkreis. Das Gebiet wurde 2019 mit dem Landschaftsplan Sundern durch den Kreistag des Hochsauerlandkreises als Naturschutzgebiet (NSG) ausgewiesen. Ab 1993 war es als Teils vom Landschaftsschutzgebiet Sundern ausgewiesen. Das NSG geht im Nordwesten bis an die Stadt- und Kreisgrenze. Entlang des gesamten westlichen Bereichs des Naturschutzgebietes fließt die Hespe und begrenzt es.  Das NSG ist umgeben von Fichtenwäldern im Landschaftsschutzgebiet Sundern. Eine Teilfläche vom Landschaftsschutzgebiet Sundern ist fast von Flächen des Naturschutzgebietes Bewaldete Siepentäler östlich Forsthaus Linschede umschlossen. Im Norden grenzt das NSG direkt an die K 28.

## Beschreibung
Beim NSG handelt es sich um drei strukturreiche, bewaldete und namenlose Siepentälern und einem Abschnitt des mittleren Hespetales. Das naturnahe Fließgewässersystem mit zahlreichen Sickerquellen, Quellbächen und in weiten Abschnitten kaum beeinträchtigten Bachoberläufen. Die Bäche sind auf langer Strecke von strukturreichen, altersheterogenen, bachbegleitenden Bach-Erlen-Eschenwäldern umgeben. Die Bach-Erlen-Eschenwäldern sind stellenweise quellig durchsickert. Neben dieser naturnahen Auenvegetation grenzen aber auch streckenweise Fichtenkulturen direkt an die Bäche. Im Osten des Schutzgebietes befindet sich ein alt- und totholzreicher etwa 150-jährigen Buchen-Eichenwald, dem einzelstammweise weitere Baumarten wie Hainbuche beigemischt sind. Der Landschaftsplan führt zum NSG aus: „Starke Beeinträchtigungen ergeben sich durch Rohrdurchlässe im Bereich der Forstwege des Talkomplexes und durch einzelne Querbauwerke.“

## Schutzzweck
Laut Landschaftsplan erfolgte die Ausweisung zum:
- „Schutz, Erhaltung und Entwicklung naturnaher Laubwaldbestände und ihrer Lebensgemeinschaften;“
- „Schutz und Erhaltung von naturnahen Fließgewässern und ihrer Lebensgemeinschaften und von naturnahen Auenwäldern als Refugiallebensraum und als Vernetzungsbiotop in einer von Nadelholz dominierten Waldlandschaft;“
- „Entwicklung einer naturnahen Fließgewässerdynamik;“
- „Entwicklung von naturnahem Laubwald auf Auenstandorten durch Umbestockung der Fichtenkulturen.“
- „Das NSG dient auch der nachhaltigen Sicherung von besonders schutzwürdigen Lebensräumen nach § 30 BNatschG und Vorkommen seltener Tier- und Pflanzenarten.“[3]

## Entwicklungsmaßnahmen
Im Landschaftsplan wurde als zusätzliche Entwicklungsmaßnahmen festgeschrieben:
„Vorhandenes und auflaufendes Nadelholz – auch Fichtennaturverjüngung - ist vorrangig auf den Auenstandorten regelmäßig zu entfernen (§ 26 LG); Die die Gewässerdynamik beeinträchtigenden Ausbauten sind zu entfernen (§ 26 LG).“